# U-Bahnhof Opernhaus
Der U-Bahnhof Opernhaus (Abkürzung: OP) ist der 29. U-Bahnhof der Nürnberger U-Bahn und wurde am 24. September 1988 eröffnet. Er wird von den Linien U2 und U3 bedient und ist 753,5 m vom U-Bahnhof Plärrer und 533 m vom U-Bahnhof Hauptbahnhof entfernt. An den Bahnhof schließt sich Richtung Röthenbach ein doppelter Gleiswechsel an. Das heutige Opernhaus entstand im Jahre 1905 auf dem Grund des alten Städtischen Krankenhauses als Neues Stadttheater. Im Jahre 1930 wurde es in Opernhaus umbenannt und ist seit 2003 Bayerisches Staatstheater. Täglich wird er von rund 14.900 Fahrgästen genutzt (Mo–Fr, 2019).

## Lage

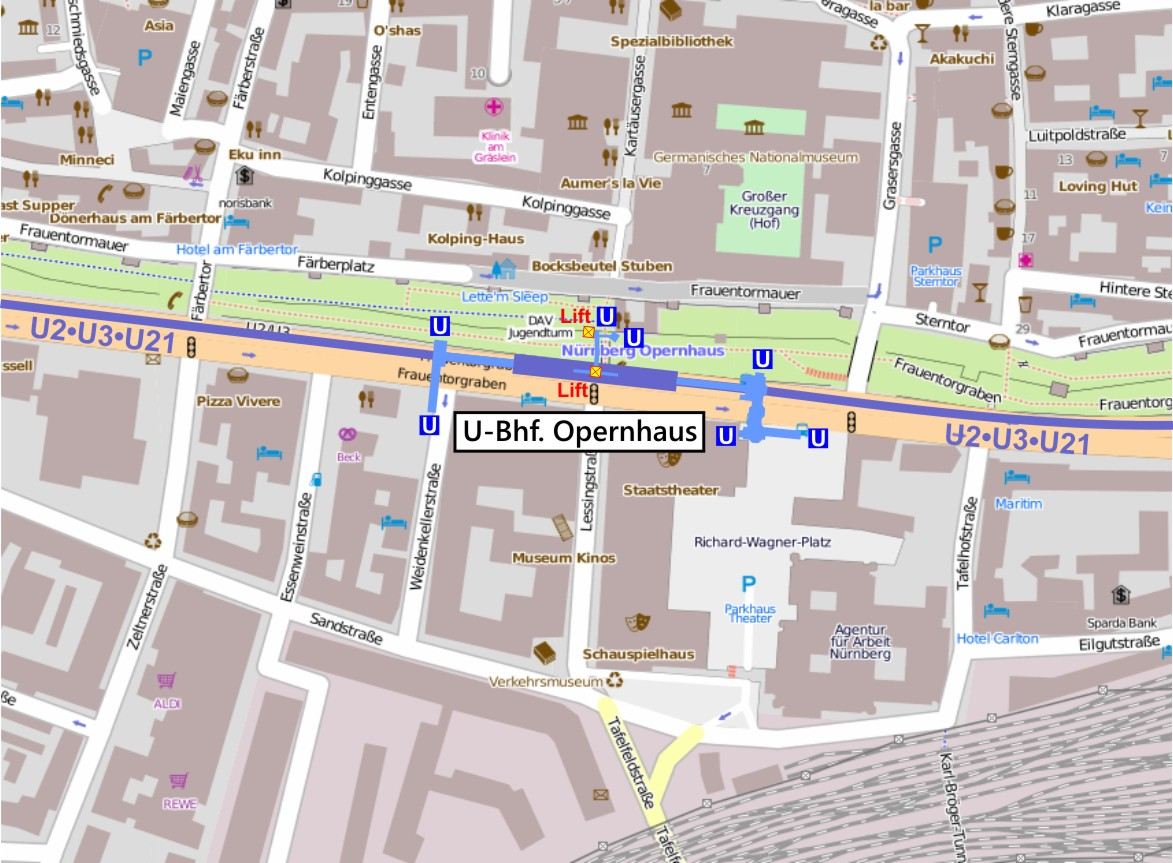
Lageplan U-Bhf. Opernhaus

Der Bahnhof liegt im Nürnberger Stadtteil Tafelhof und erstreckt sich unterirdisch in West-Ost-Richtung unter dem Frauentorgraben zwischen Weidenkellerstraße und Richard-Wagner-Platz. Von den beiden Bahnsteigköpfen führen Rampen in ein Verteilergeschoss und von dort aus in den Stadtgraben sowie in die Weidenkellerstraße und zum Richard-Wagner-Platz. Ein dritter Ausgang befindet sich in der Bahnhofsmitte und überspannt mittels einer Brücke das nördliche Bahnsteiggleis sowie den Stadtgraben und führt zum Kartäusertor und zum Frauentorgraben. Er beinhaltet je einen Aufzug vom Bahnsteig zum Übergang und vom Übergang zum Kartäusertor.
In der Umgebung des Bahnhofs befindet sich das Hauptamt der Agentur für Arbeit, das Germanische Nationalmuseum, das Staatstheater Nürnberg, die Straße der Menschenrechte und das Verkehrsmuseum.

## Bauwerk und Architektur
Das Bahnhofsbauwerk ist 219 m lang, 15 m breit und 10 m tief (eineinhalbfache Tiefenlage). Die Bauarbeiten für den Bahnhof begannen am 10. März 1986 und wurden in offener Bauweise mit Berliner Verbau ausgeführt. Im Zuge der Bauarbeiten wurde der in den 1960er Jahren für die Verbreiterung der Straße „Frauentorgraben“ zugeschüttete Stadtgraben vom Färbertor bis zum Frauentor wieder freigelegt.
Architektonisch wird der Bahnhof durch das Opernhaus und die Stadtmauer beeinflusst und ist zur besseren Übersicht stützenlos ausgeführt. Ein vom Künstler Hans Karl Busch gestaltetes Gitter trennt den Bahnsteigbereich vom Stadtgraben. Die auf den Gitter angebrachten Kugeln, die sich im Fahrtwind der ein- und ausfahrenden Züge drehen, symbolisieren den Behaim-Globus. Die neun Öffnungen der nördlichen Bahnsteigwand zum Stadtgraben hin sind den Entlastungsbögen der Grabenmauer nachempfunden und mit Sandsteinen verkleidet. Die Bahnsteigwand zum Opernhaus ist ebenfalls mit Sandstein verkleidet und durch Nischen unterbrochen, in welchen gusseiserne Nachbildungen der Opernhaus-Silhouette von Theo Kief angebracht sind. Die Bauwerksdecke ist als Tonnen- und Kreuzgewölbe ausgeführt und mit grobporigem Beton und Sandstein verkleidet.

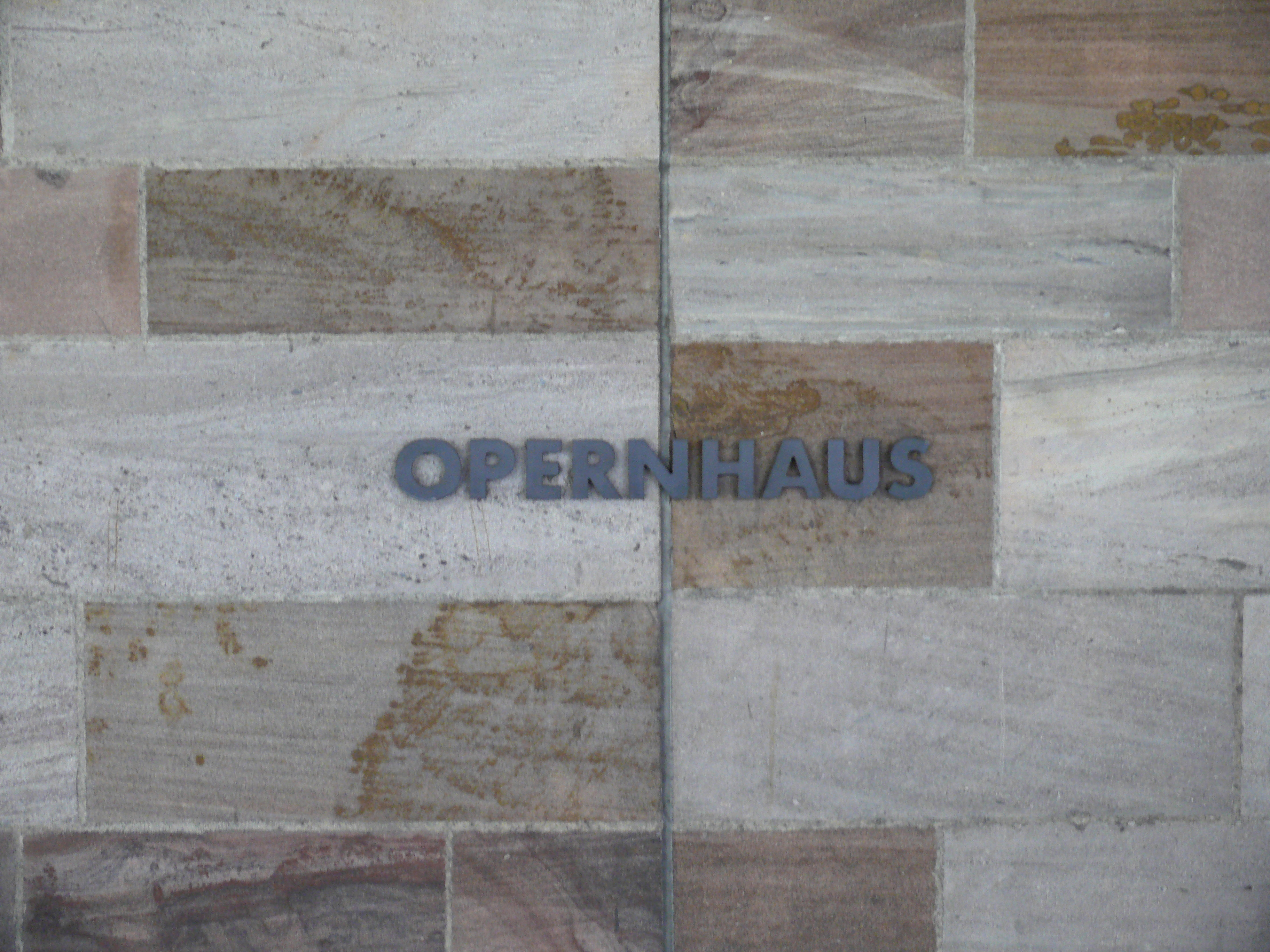
Stationsname an den Bahnsteigwänden
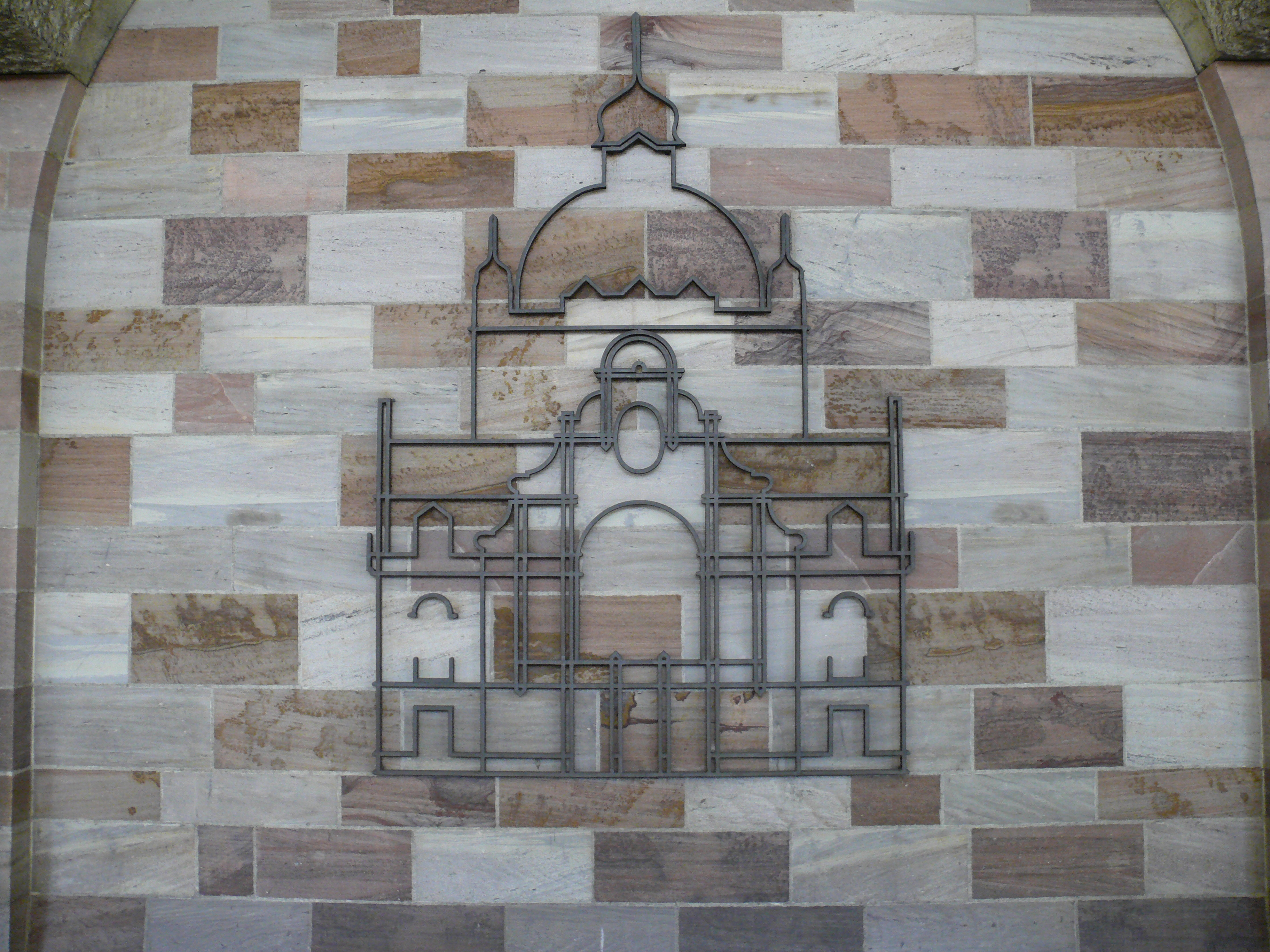
Gusseiserne Nachbildung an der Bahnsteigwand
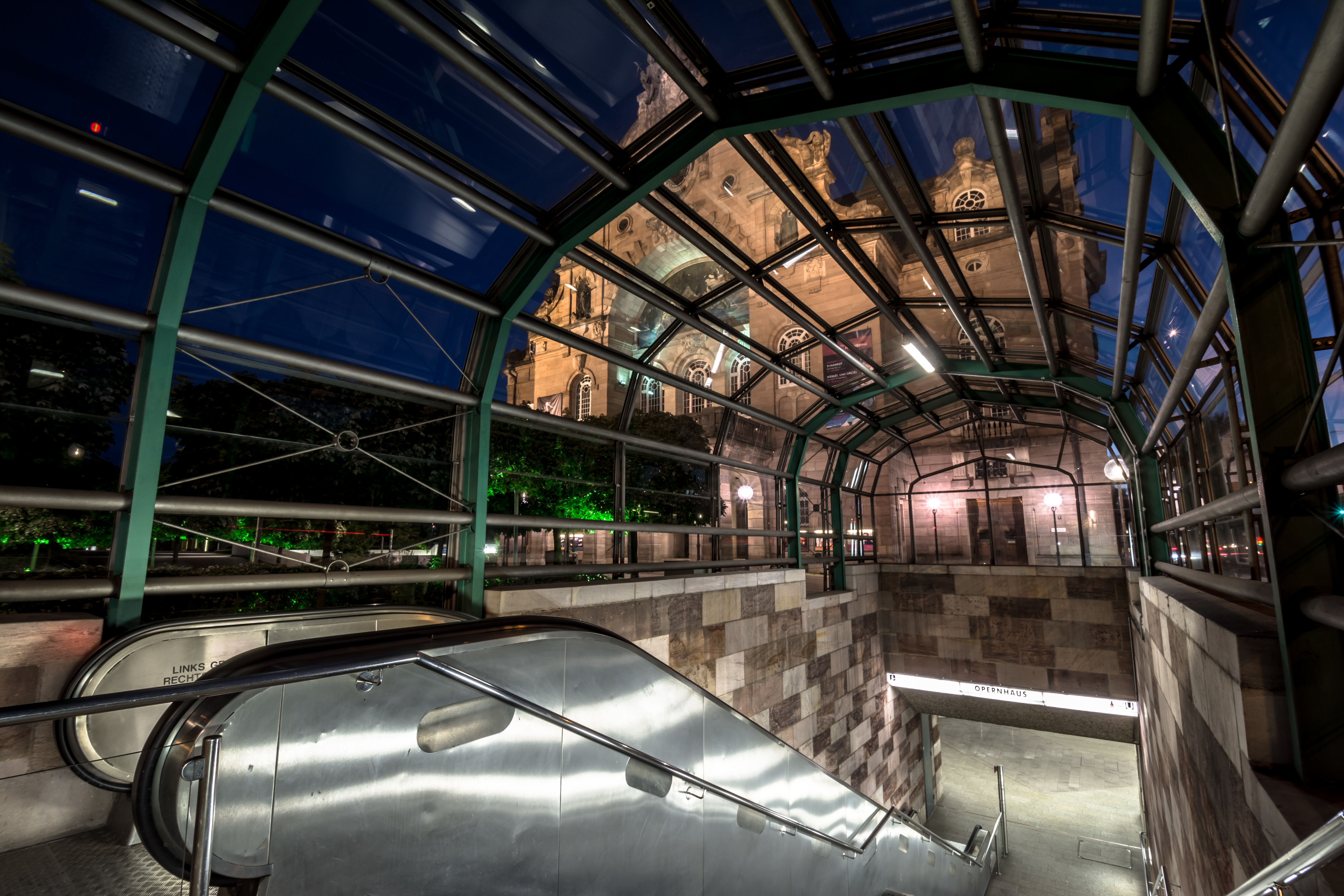
Abgang vor dem Opernhaus
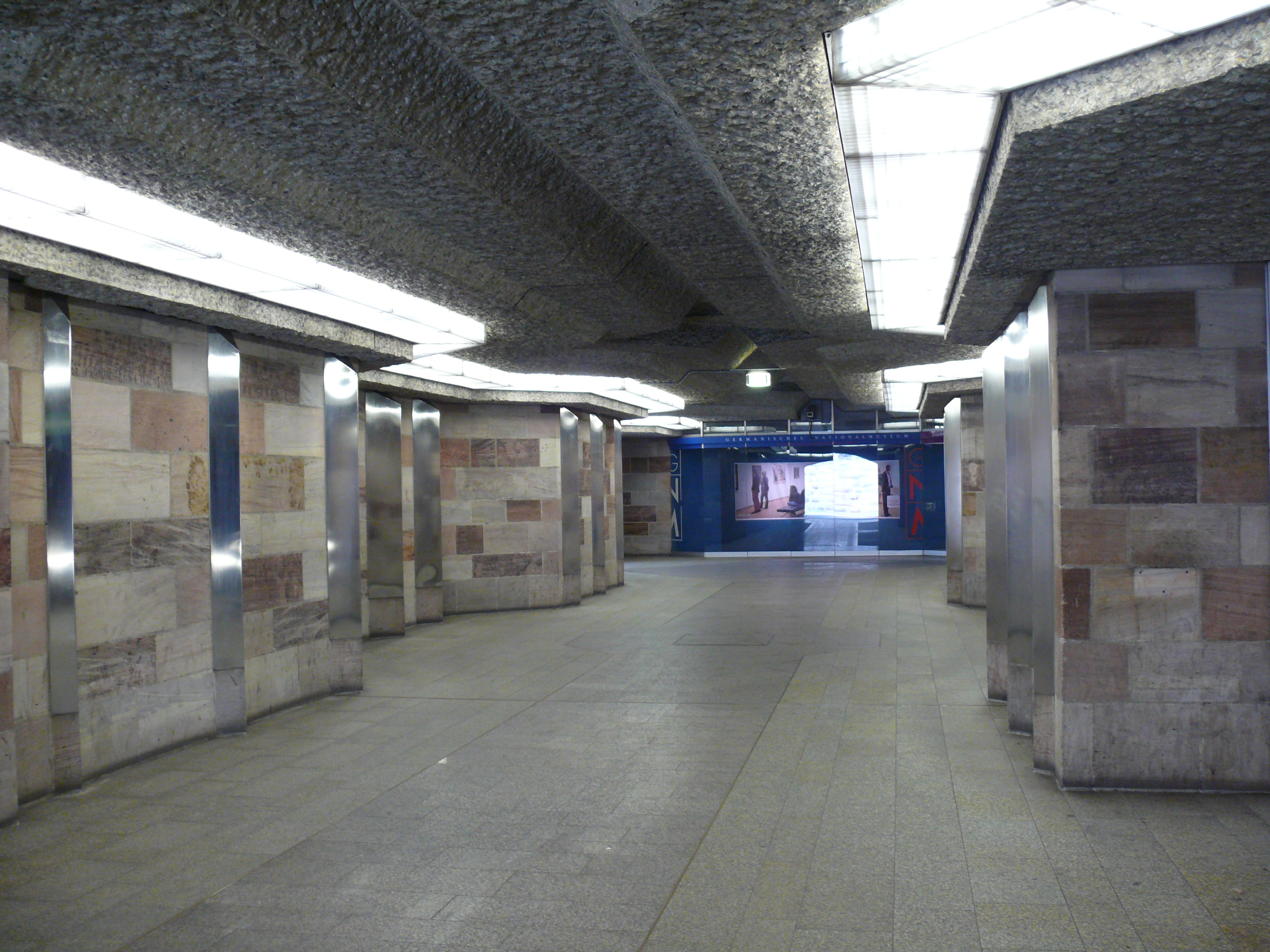
Verteilergeschoss beim Zugang vom Stadtgraben
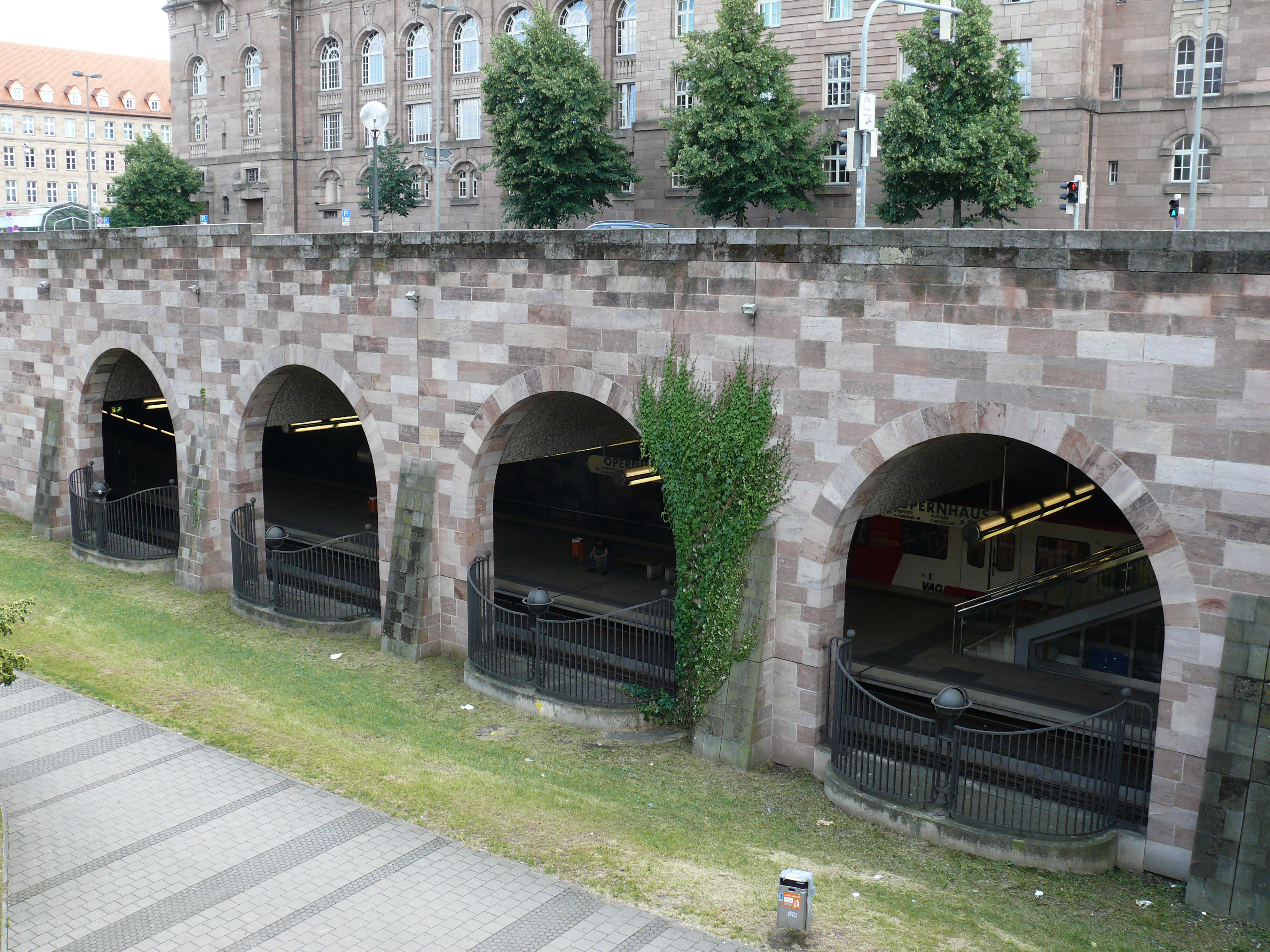
Blick in den U-Bahnhof
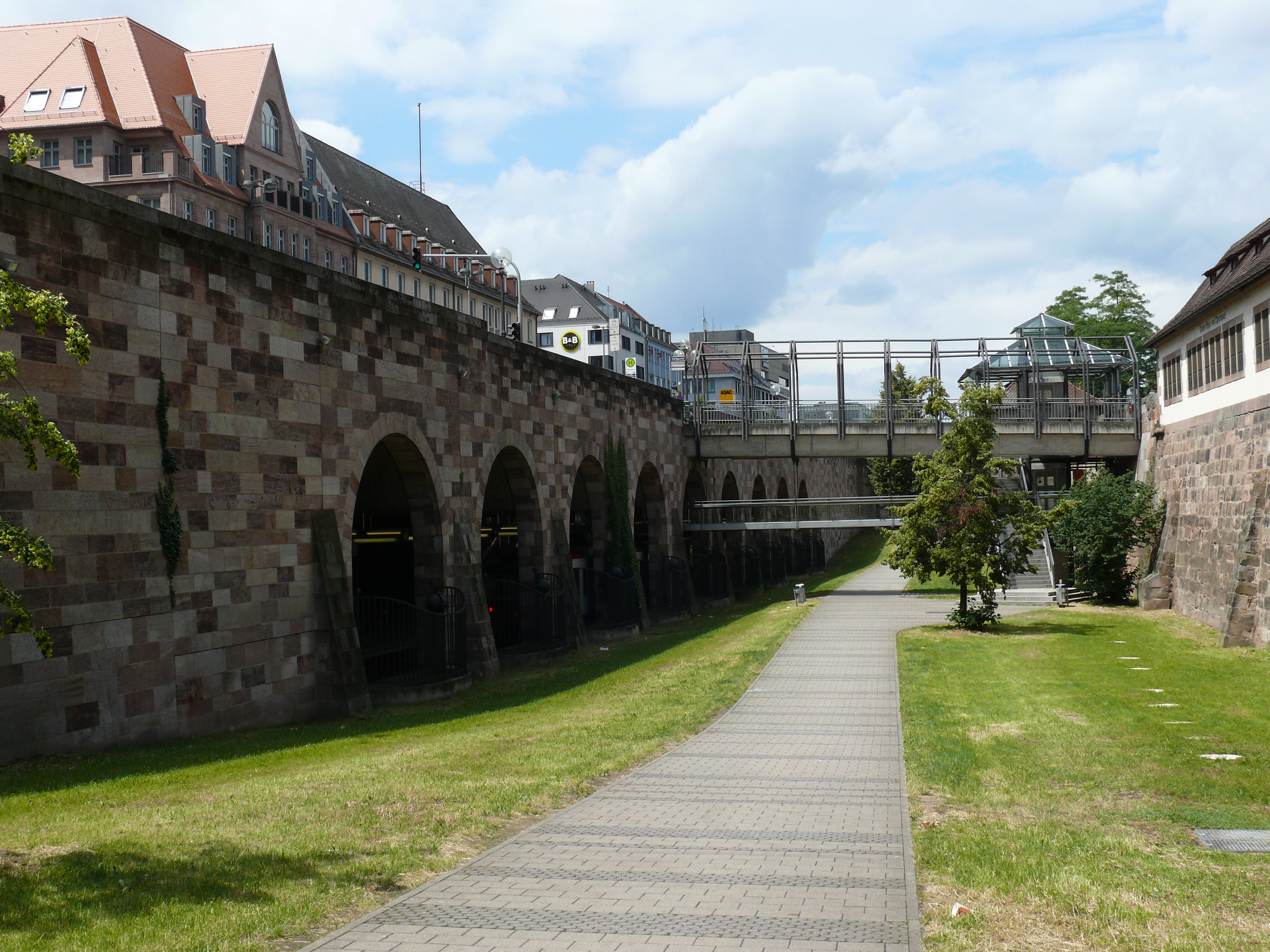
Blick entlang des Stadtgrabens mit dem U-Bahnhof links

## Linien
| Linie | Verlauf | Takt                                                   |
| ----- | --- | ------------------------------------------------------ |
| U2    | Röthenbach – Hohe Marter – Schweinau – St. Leonhard – Rothenburger Straße – Plärrer – Opernhaus – Hauptbahnhof – Wöhrder Wiese – Rathenauplatz – Rennweg – Schoppershof – Nordostbahnhof – Herrnhütte – Ziegelstein – Flughafen Stand: Fahrplanwechsel Dezember 2023         | 5 min 3–4 min (zur HVZ) 10 min (Ziegelstein–Flughafen) |
| U3    | Großreuth bei Schweinau – Gustav-Adolf-Straße – Sündersbühl – Rothenburger Straße – Plärrer – Opernhaus – Hauptbahnhof – Wöhrder Wiese – Rathenauplatz – Maxfeld – Kaulbachplatz – Friedrich-Ebert-Platz – Klinikum Nord – Nordwestring Stand: Fahrplanwechsel Dezember 2023 | 5 min 3–4 min (zur HVZ) 10 min (sonn-/feiertags)       |

Der Bahnhof wird von den Linien U2 und U3 bedient. Am Wochenende und vor Feiertagen verkehren auch die Nachtbuslinien N6, N7, N9, N10 und N14.